# Ebba Tesdorpf

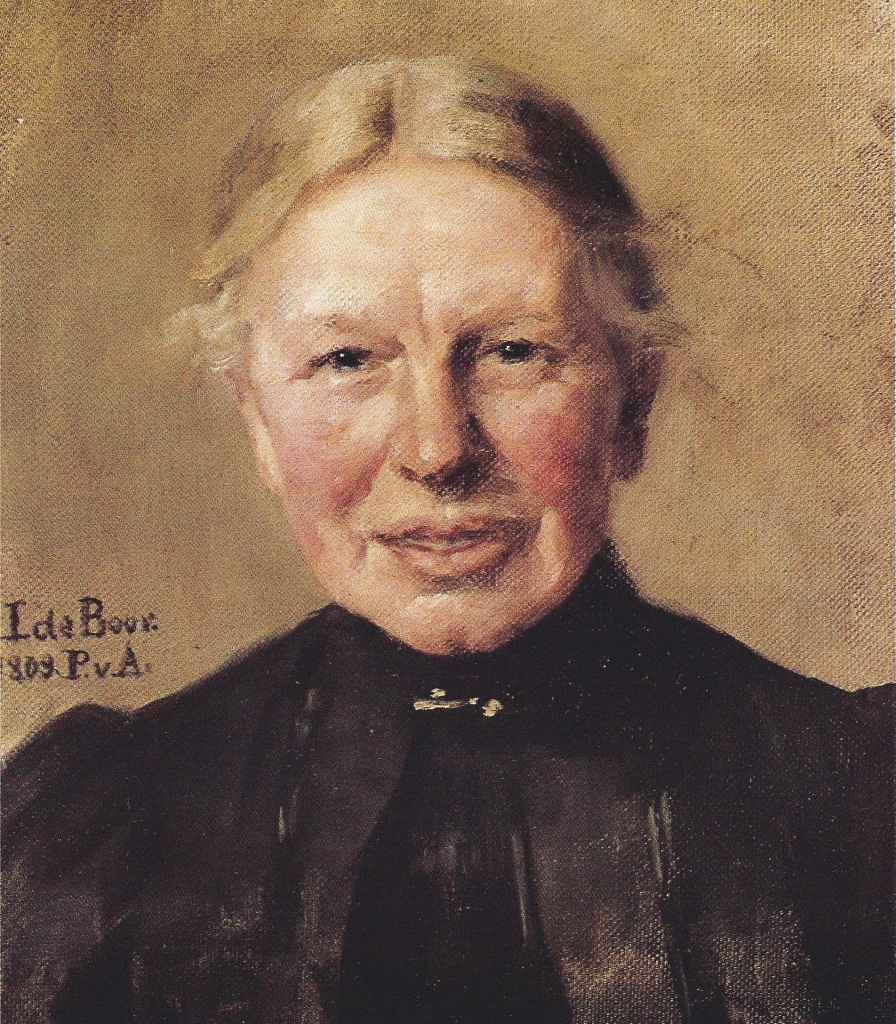
Ebba Tesdorpf Porträt von Julie de Boor 1889

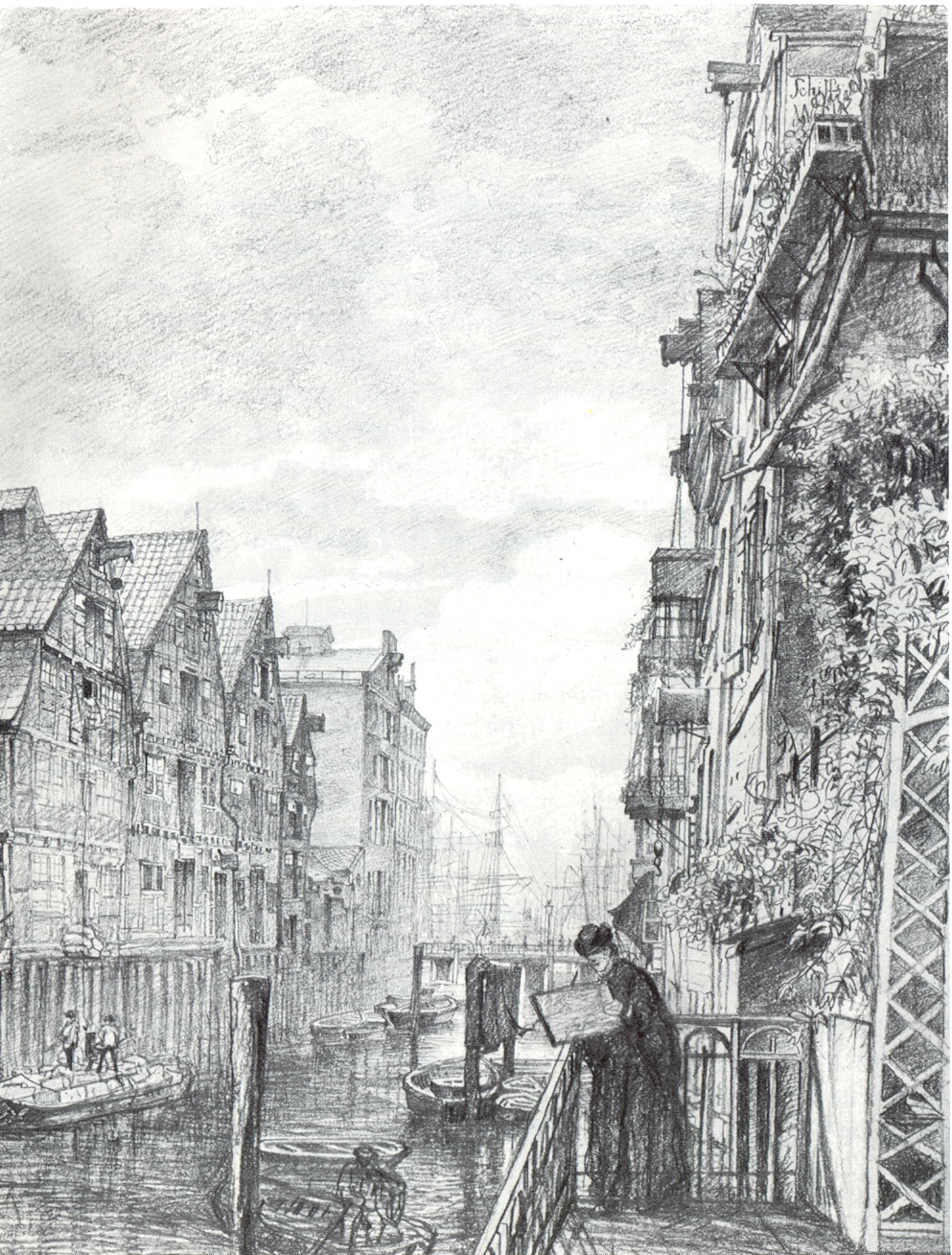
Selbstporträt von Ebba Tesdorpf (1885 am Fleet hinter dem Stubbenhuk in Hamburg)

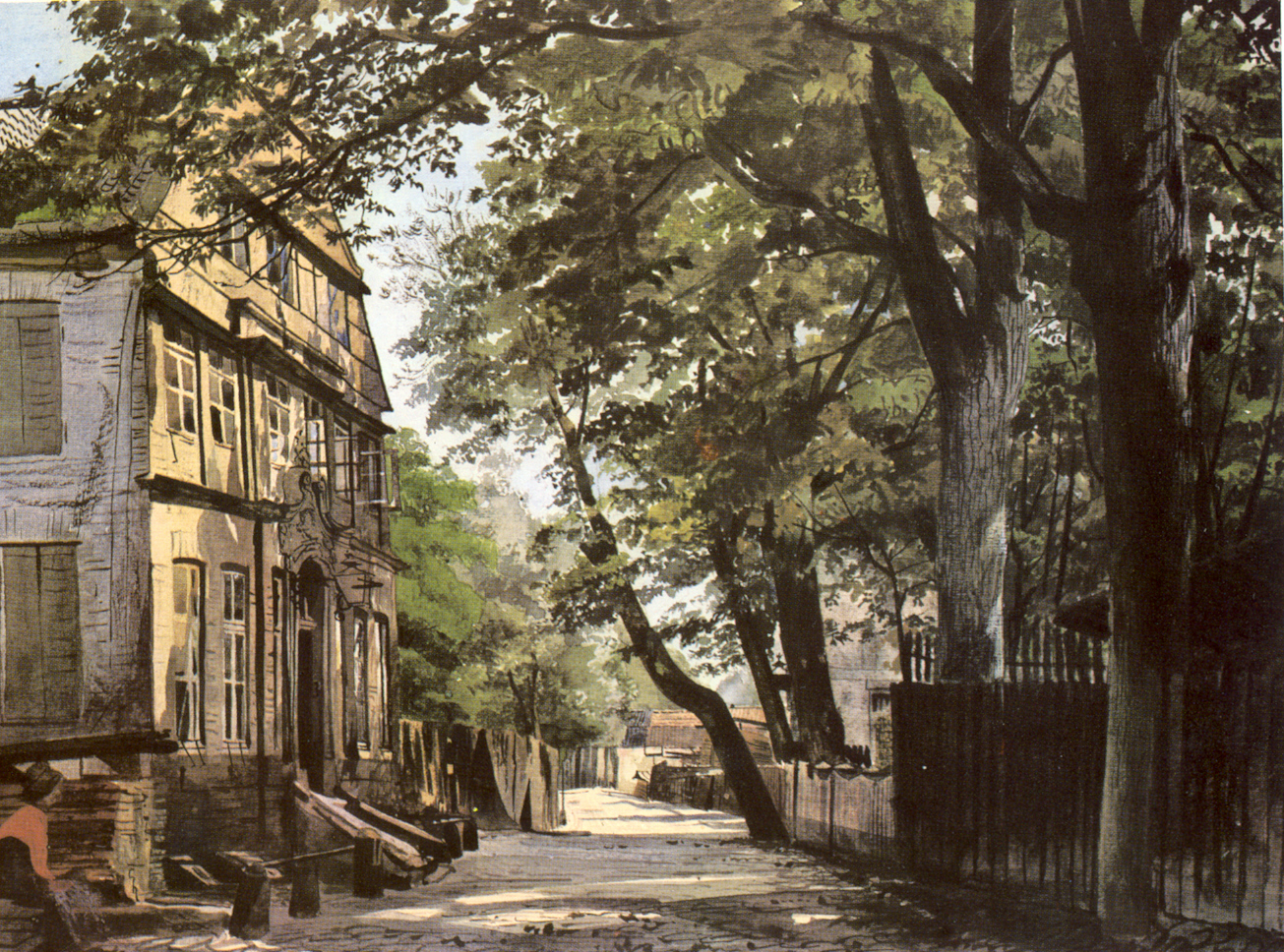
Kontor von J. C. Jauch & Söhne, Stadtdeich 9 (um 1880 – eines der wenigen Aquarelle von Ebba Tesdorpf)

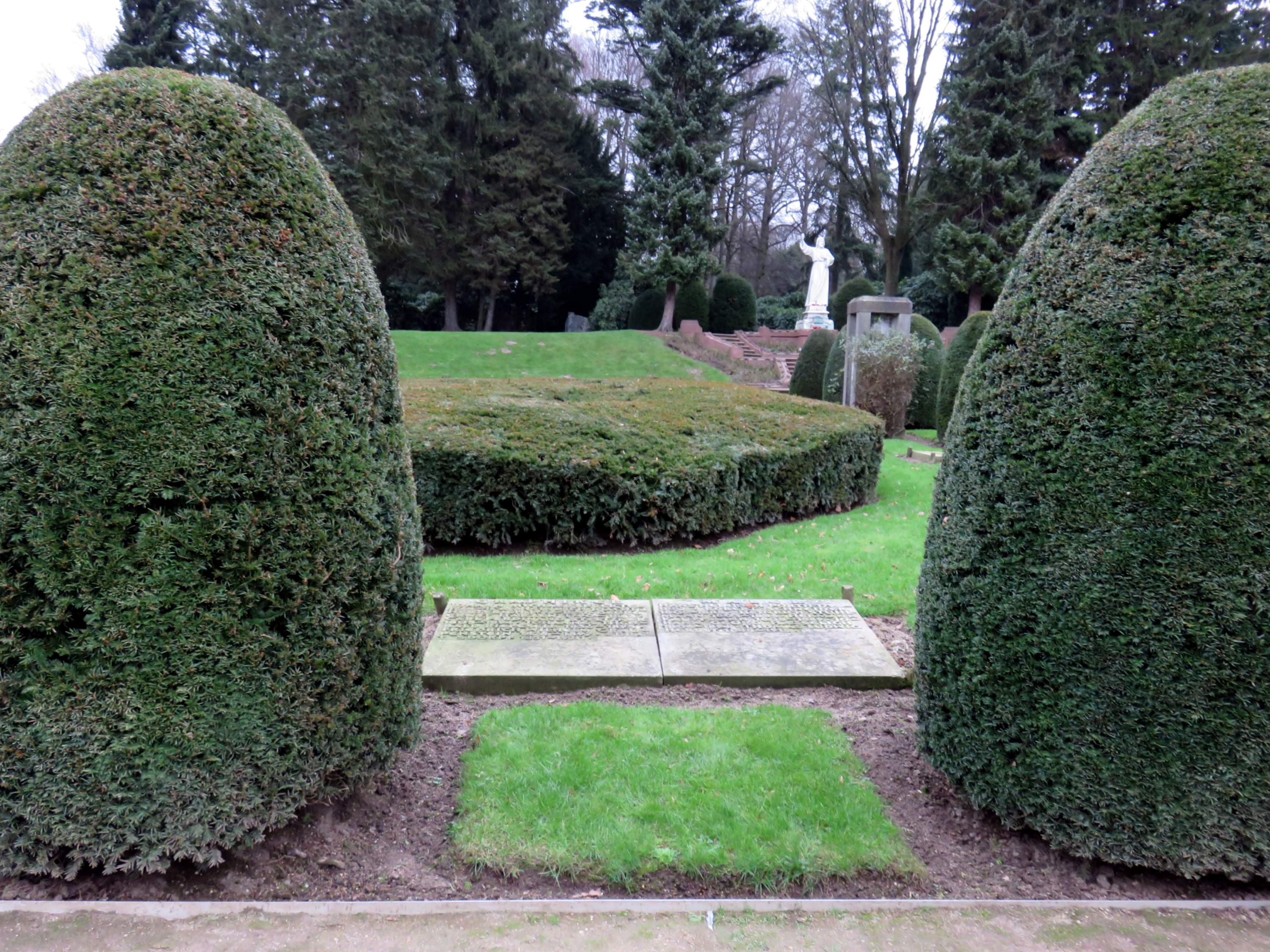
Doppel-Sammelgrabplatte Graphiker / Maler

Ebba Tesdorpf (* 23. Januar 1851 in Hamburg; † 22. Februar 1920 in Ahrweiler) war eine deutsche Zeichnerin, Aquarellistin und Kunstsammlerin. Sie wirkte vor allem in ihrer Heimatstadt, wo sie zu einer wichtigen Dokumentaristin des „alten Hamburg“ vor dem großen Stadtumbau am Ende des 19. Jahrhunderts wurde. Ihr Werk umfasst etwa 800 Arbeiten; außerdem sammelte sie über 5000 Werke anderer Hamburger Künstler, die sie dem Museum für Kunst und Gewerbe schenkte.

## Leben
Tesdorpf stammte aus einer alteingesessenen und wohlhabenden Kaufmannsfamilie. Ihre Eltern waren der Kaufmann Hans Peter Friedrich Tesdorpf (1810–1881) und Antoinette Karoline Mohrmann, verw. Abendroth. Zu ihren Vorfahren zählen ihr Urgroßvater Peter Hinrich Tesdorpf (1751–1832) und dessen Urgroßvater Peter Hinrich Tesdorpf (1648–1723), beide Bürgermeister von Lübeck. Der Vater der Hamburger Malerin Ilse Tesdorpf-Edens (1892–1966), John Daniel Tesdorpf, war ein Cousin von Ebba Tesdorpf.
Sie ließ ihr Zeichentalent in Hamburg und für kurze Zeit 1898 auch  in Düsseldorf bei German Grobe (1857–1938) ausbilden. Ihre Lehrer waren Bernhard Mohrhagen und Johann Theobald Riefesell, der vor allem Damen der Hamburger Gesellschaft im Zeichnen unterrichtete.
Auf Anregung von Justus Brinckmann und Alfred Lichtwark hin wurde Tesdorpf die zeichnerische Dokumentatorin des alten Hamburger Stadtbildes während der Abbruchphase in den 80er und 90er Jahren des 19. Jahrhunderts. Mit dem Tod ihrer Eltern wurde Tesdorpf finanziell unabhängig. 1894 schenkte sie ihre Zeichnungen, sowie ihre zugekaufte Sammlung von wertvollen Hamburgensien dem Museum für Kunst und Gewerbe. Diese Stücke gelangten später in das Museum für Hamburgische Geschichte, das damit eine einzigartige Dokumentation über das Aussehen der Stadt Hamburg in der zweiten Hälfte des 19. Jahrhunderts erhielt. Tesdorpf erblickte ihre „Mission“ darin, das „alte Hamburg“ im Bild noch einmal festzuhalten – vielfach in den Folgejahren durch die Stadterneuerung zum Untergang Bestimmtes. Danach zog sie nach Düsseldorf, um dort an der Akademie bei dem Landschaftsmaler German Grobe zu studieren. Ab 1901 lebte sie wieder in Hamburg und unternahm Reisen mit ihren Nichten. Später zog sie aus gesundheitlichen Gründen nach Ahrweiler, wo sie am 22. Februar 1920 starb.

## Kunstsammlerin
Neben ihrer eigenen künstlerischen Tätigkeit sammelte Ebba Tesdorpf auch Werke anderer Künstler aus Hamburg und Norddeutschland, darunter insbesondere Hamburger Stadtmotive. Ihre Sammlung umfasste bald mehr als 5000 Aquarelle, Zeichnungen, Druckgrafiken und Dokumente und gilt als eine der bedeutendsten Hamburgensien-Sammlungen des 19. Jahrhunderts. 1894 schenkte Tesdorpf diese Sammlung zusammen mit ihren eigenen Werken dem Museum für Kunst und Gewerbe, von wo aus sie später in das Museum für Hamburgische Geschichte gelangte. Seit 2012 wird die Sammlung dort wissenschaftlich aufgearbeitet, digitalisiert und öffentlich zugänglich gemacht.

## Ehrungen
Im Bereich des Althamburgischen Gedächtnisfriedhofs des Ohlsdorfer Friedhofs wird auf dem Doppel-Sammelgrabmal Graphiker/Maler unter anderen an Ebba Tesdorpf erinnert.
Die Tesdorpfstraße in Hamburg-Harvestehude ist nicht nach Ebba Tesdorpf benannt, sondern nach einem ihrer Verwandten, dem Senator Adolph Tesdorpf.

## Werke (Auswahl)

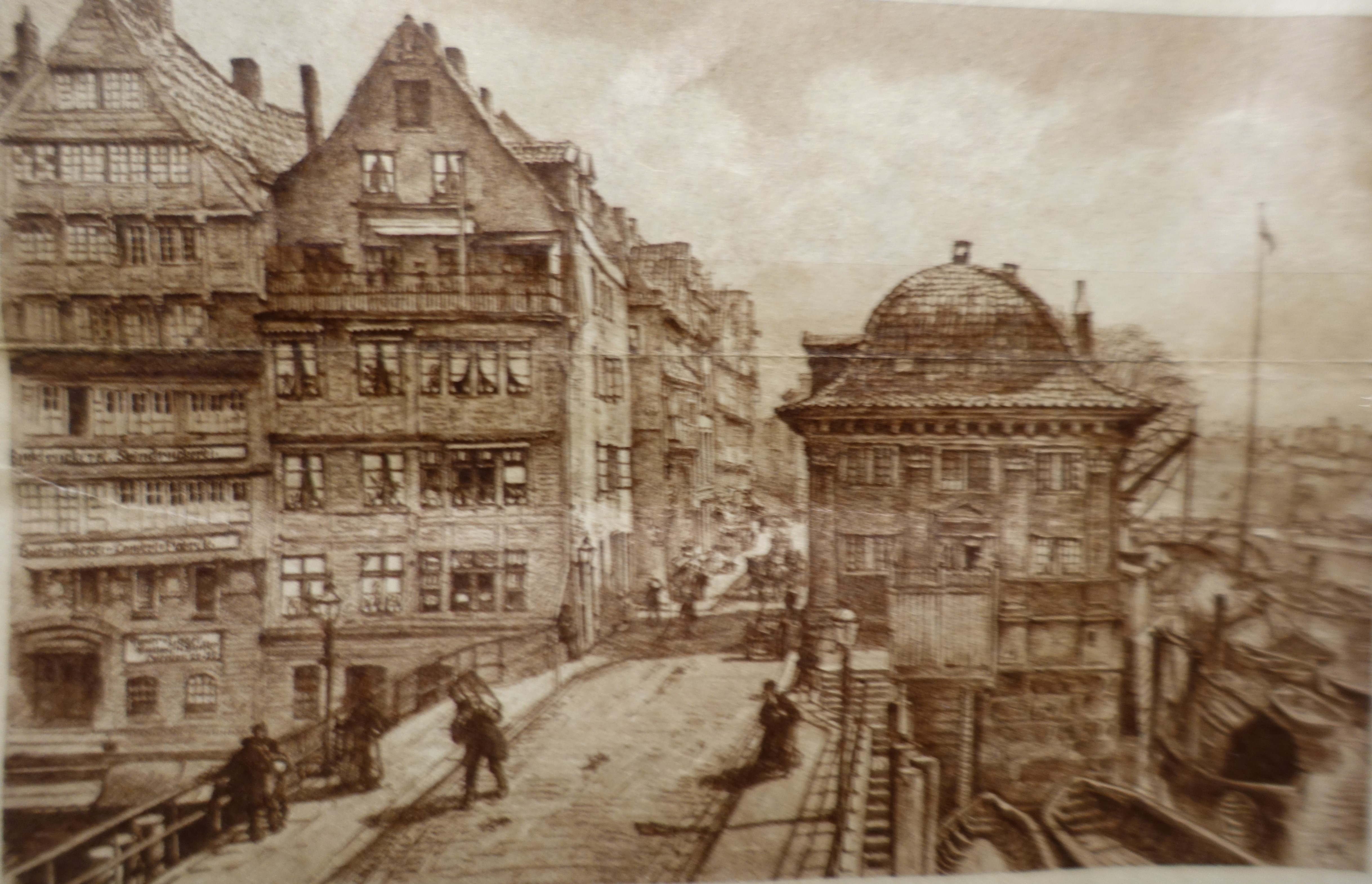
Ebba Tesdorpf: Beim neuen Krahn 1894
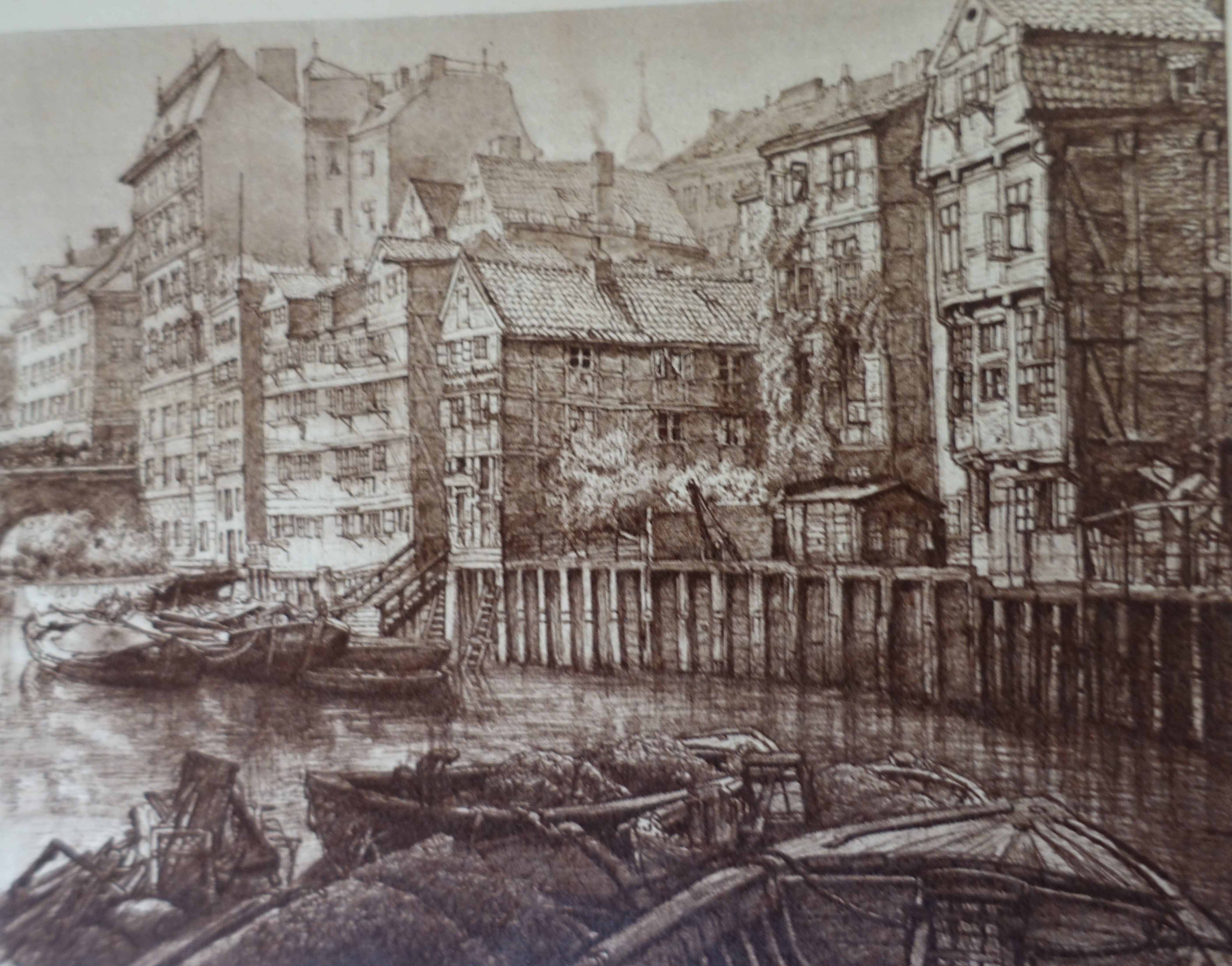
Fleet bei der Neustädter Fuhlentwiete 1887
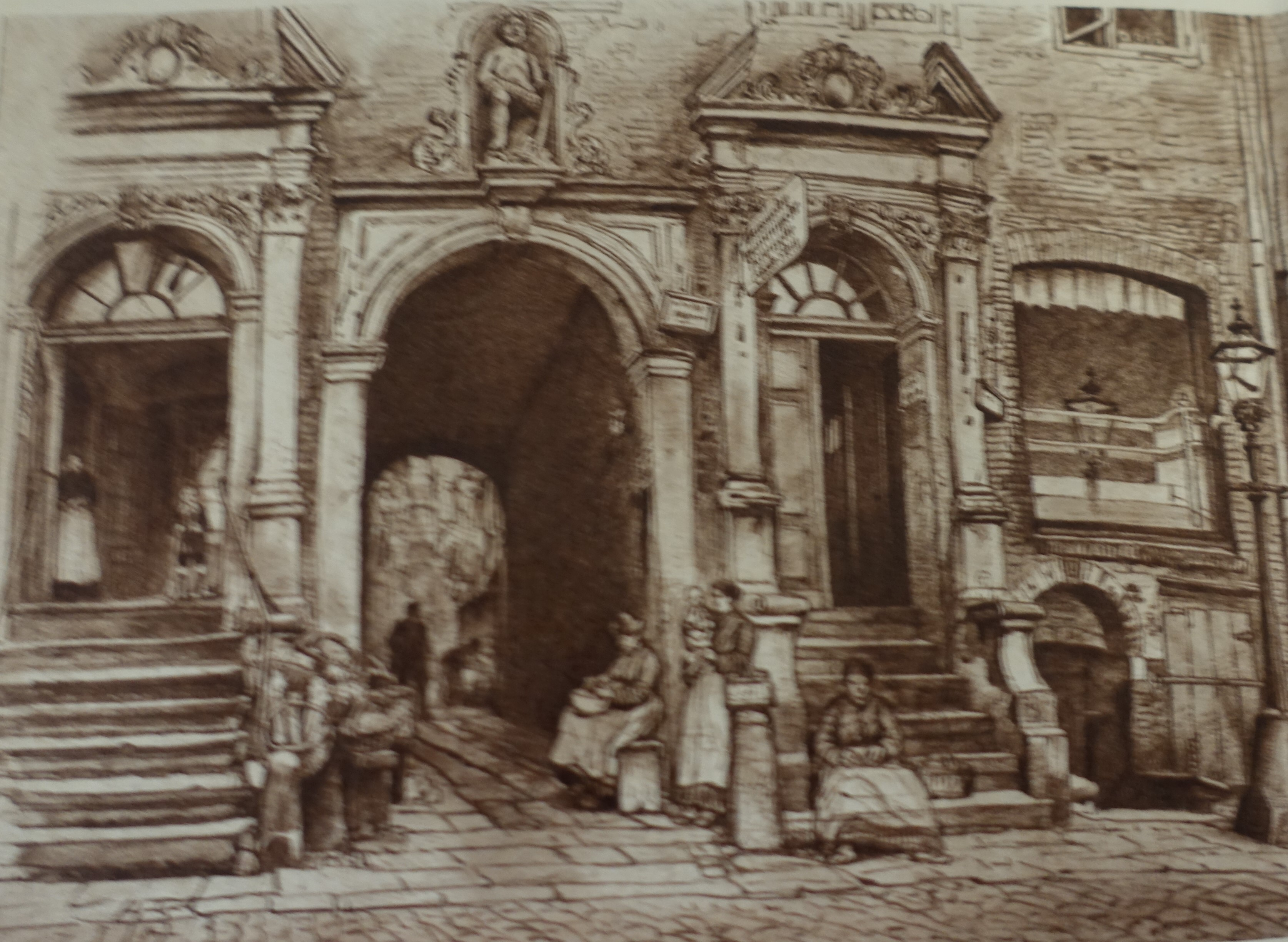
Kehrwieder 30, Hofeingang 1883
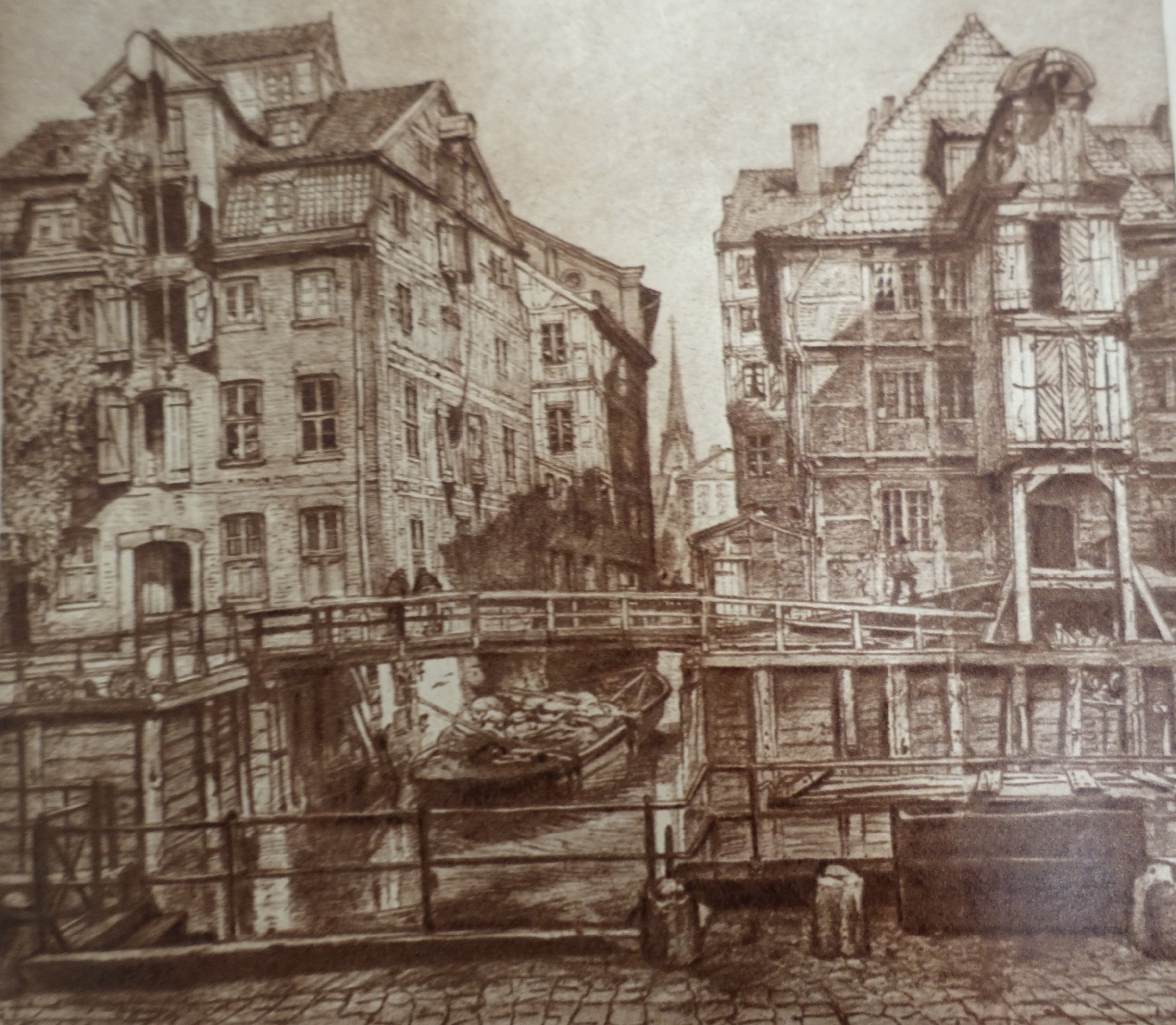
Wandbereiterbrook, 1884
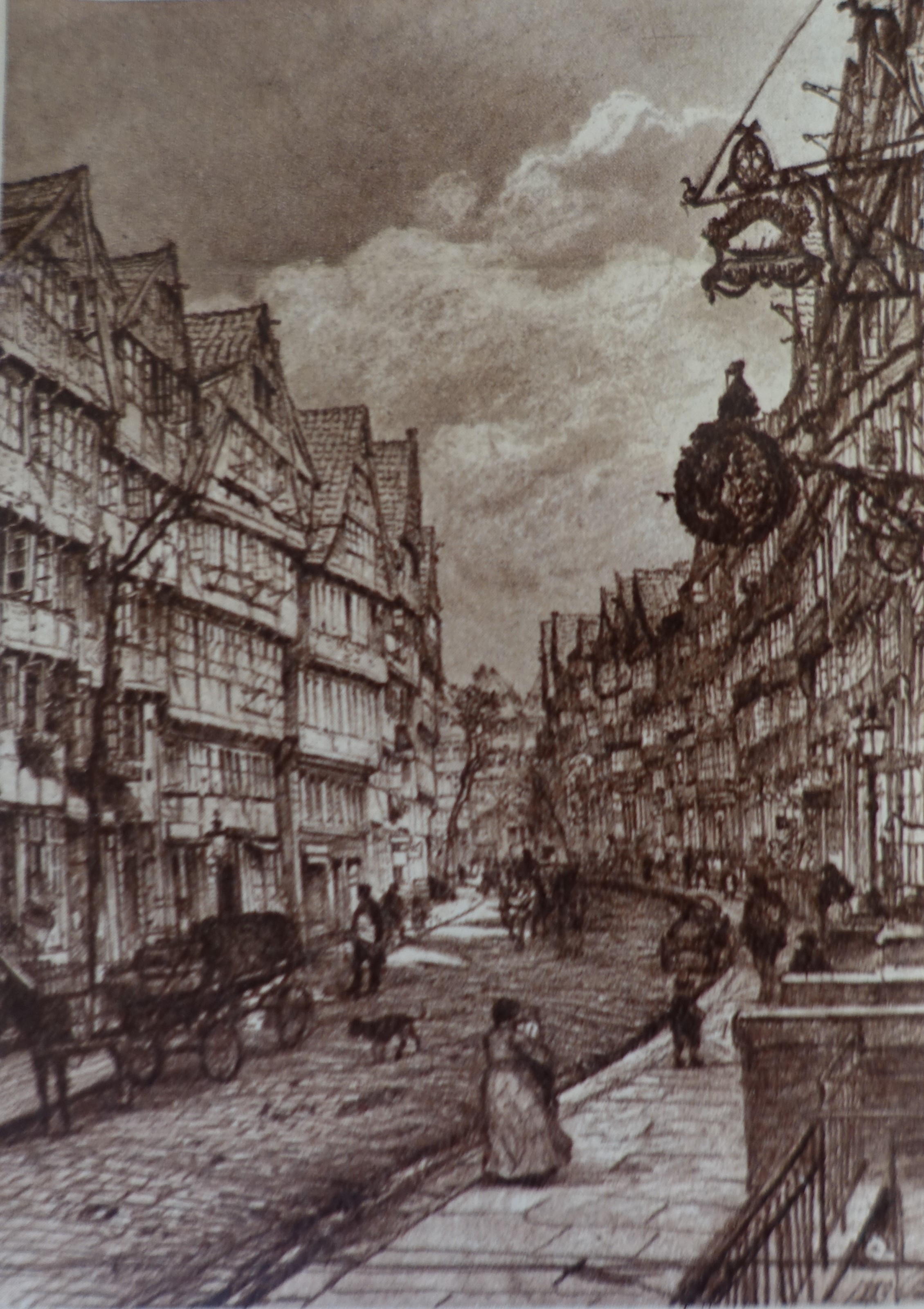
Brook mit dem Amtshaus der Schiffbauer 1883
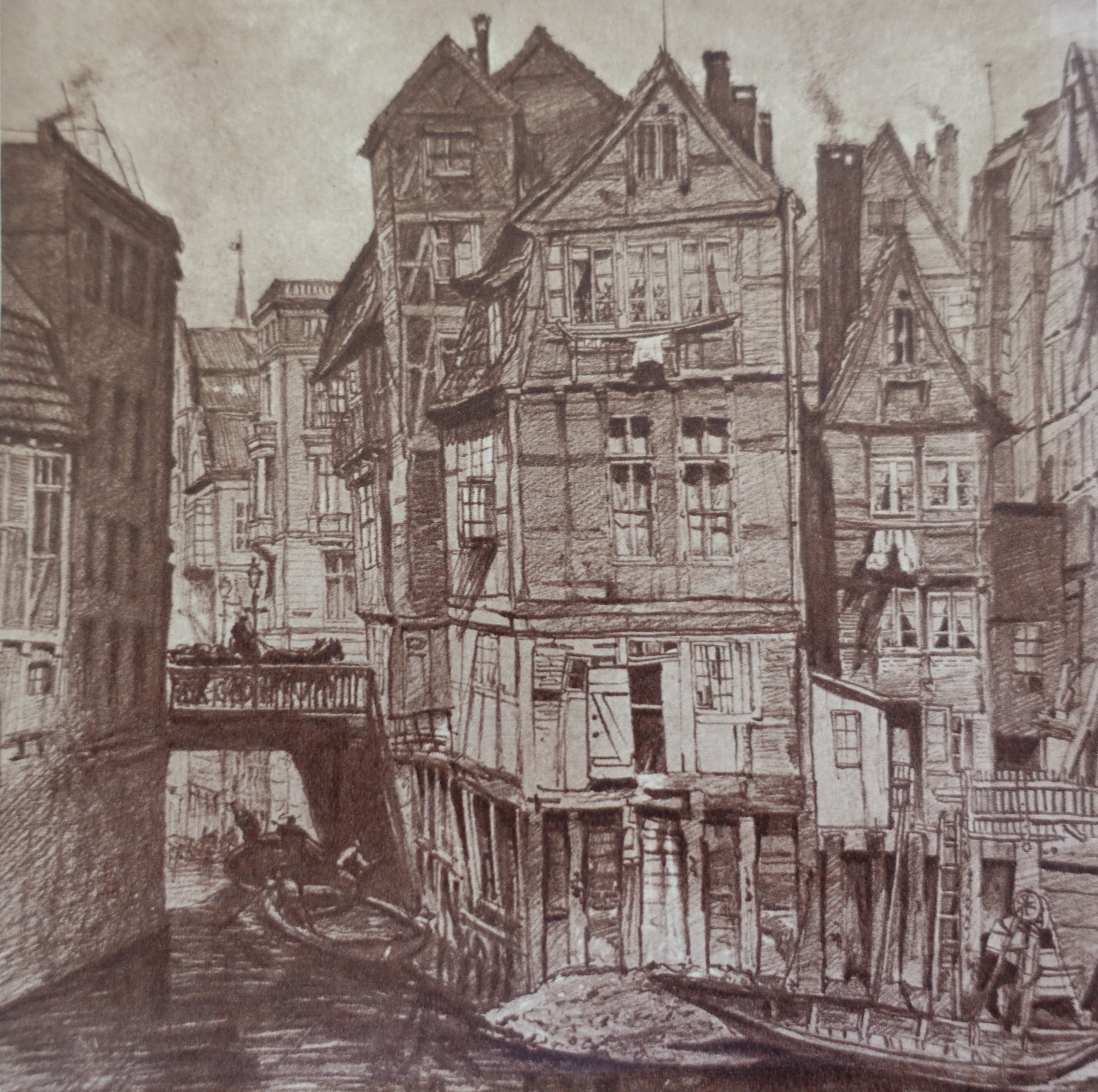
Rückseite der Poggenmühle um 1880
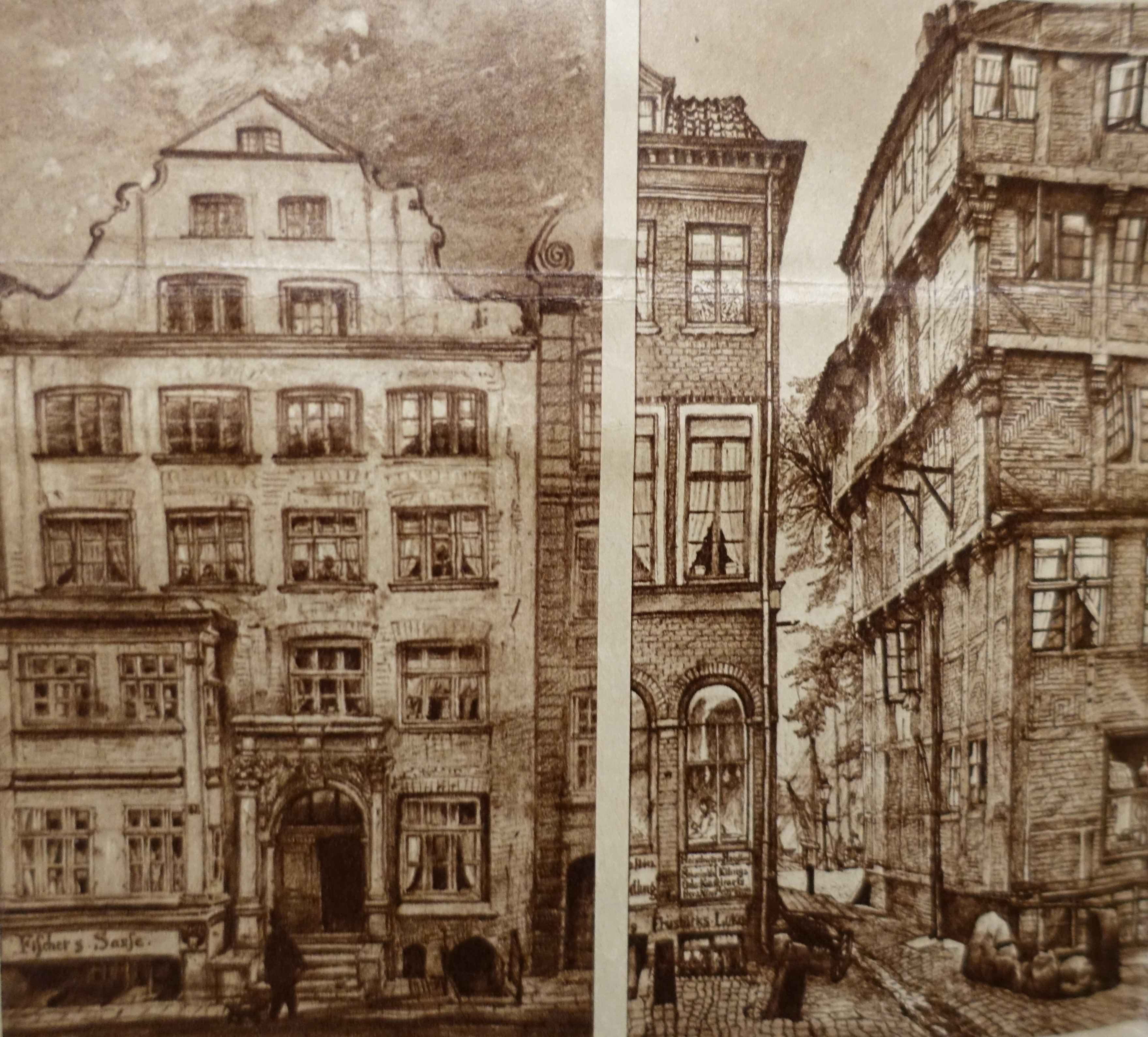
Catharinenstraße 41 um 1885 (links) und An den Kajen 1885 (rechts)